# 就活のムスメ
『就活のムスメ』（しゅうかつのムスメ）は、テレビ朝日系列で2009年3月27日の23:15〜24:10（JST）に放送されたテレビドラマ。

## 概要
『金曜ナイトドラマ』枠の時間帯でスペシャルドラマとして放送。100年に一度とも言われる大不況の中での就活がテーマ。
主演は貫地谷しほりで、同枠では2008年の『キミ犯人じゃないよね?』以来の出演となる。共演は五十嵐隼士、椿姫彩菜、りょうなど。椿姫はこの作品でテレビドラマ初出演となる。

## ストーリー
大学4年に進級を控えた宮城のばら。周囲に押されるような形で就活を始めたのばらは「まあなんとかなるだろう」という安易な気持ちで大手企業ばかりを受験するが、ことごとく試験に落ちてしまう。更に、折からの大不況で就活もなかなか上手く進まない。
危機感を抱いたのばらは、藁にもすがる思いで大学の就職課にやってきた。しかし、キー局のアナウンサー試験で最終試験まで残った友田律子や、周囲から「Qさま」の愛称で呼ばれるエリート・九条貴彦の姿を見てのばらはさらに危機感を募らせる。そんな時、就職課職員の鈴木がのばらに近づき、合格のためのアドバイスをする。

## キャスト
- 宮城のばら：貫地谷しほり
- 九条貴彦：五十嵐隼士
- 宮城秀春：緋田康人
- 宮城すみれ：池津祥子
- 宮城椿一：越村友一
- 宮城亜子：ヘリョン
- 野地辰平：半海一晃
- 白藤龍之介：日村勇紀
- 友田律子：椿姫彩菜
- 鈴木：佐藤二朗/我修院達也
- 江村ナオミ：りょう

## ネット局・放送時間
| 放送局                      | 放送日         | 放送時間      | 備考       |
| --------------------------- | -------------- | ------------- | ---------- |
| テレビ朝日 (EX)             | 2009年3月27日  | 23:15 - 24:10 | 制作局     |
| 北海道テレビ放送 (HTB)      | 2009年3月27日  | 23:15 - 24:10 | 同時ネット |
| 青森朝日放送 (ABA)          | 2009年3月27日  | 23:15 - 24:10 | 同時ネット |
| 岩手朝日テレビ (IAT)        | 2009年3月27日  | 23:15 - 24:10 | 同時ネット |
| 秋田朝日放送 (AAB)          | 2009年3月27日  | 23:15 - 24:10 | 同時ネット |
| 福島放送 (KFB)              | 2009年3月27日  | 23:15 - 24:10 | 同時ネット |
| 長野朝日放送 (ABN)          | 2009年3月27日  | 23:15 - 24:10 | 同時ネット |
| 琉球朝日放送 (QAB)          | 2009年3月27日  | 23:15 - 24:10 | 同時ネット |
| 長崎文化放送 (NCC)          | 2009年3月27日  | 24:15 - 25:15 | 60分遅れ   |
| 朝日放送 (ABC)              | 2009年3月27日  | 24:24 - 25:19 | 69分遅れ   |
| 瀬戸内海放送 (KSB)          | 2009年4月1日   | 24:45 - 25:40 | 5日遅れ    |
| 静岡朝日テレビ (SATV)       | 2009年4月3日   | 23:45 - 24:45 | 7日遅れ    |
| 愛媛朝日テレビ (EAT)        | 2009年4月10日  | 14:00 - 15:00 | 14日遅れ   |
| 山口朝日放送 (YAB)          | 2009年4月10日  | 24:19 - 25:14 | 14日遅れ   |
| 山形テレビ (YTS)            | 2009年4月11日  | 24:45 - 25:40 | 15日遅れ   |
| 名古屋テレビ放送 (メ〜テレ) | 2009年4月12日  | 16:25 - 17:25 | 16日遅れ   |
| 福井放送 (FBC)              | 2009年6月18日  | 16:00 - 16:55 | 83日遅れ   |
| 山梨放送 (YBS)              | 2009年11月26日 | 14:55 - 15:50 | 番販ネット |
| チューリップテレビ (TUT)    | 2010年3月18日  | 23:55 - 24:50 | 番販ネット |
| テレビ高知(KUTV)            | 2011年2月24日  | 19:00 - 19:54 | 番販ネット |

## スタッフ
- 脚本：荒井修子
- 企画：大川武宏（テレビ朝日）
- チーフプロデューサー：桑田潔（テレビ朝日）
- プロデューサー：中川慎子（テレビ朝日）、浅井千瑞（MMJ）、二宮浩行（MMJ）
- 演出：片山修（テレビ朝日）
- 企画協力：博報堂DYメディアパートナーズ
- 制作協力：MMJ
- 制作：テレビ朝日

## 主題歌
- 傳田真央「晴れ時々雨」（UNIVERSAL J）

## 視聴率
- 9.2%（関東地区、ビデオリサーチ調べ）